# جيمس باي
جيمس باي (بالإنجليزية: James Bay)‏ هو عازف قيثارة ومغني ومغن مؤلف بريطاني، ولد في 4 سبتمبر 1990 في هيتشن في المملكة المتحدة.

## وصلات خارجية
- الموقع الرسمي
- جيمس باي على موقع IMDb (الإنجليزية)
- جيمس باي على موقع ميوزك برينز (الإنجليزية)
- جيمس باي على موقع أول ميوزيك (الإنجليزية)
- جيمس باي على موقع ديسكوغز (الإنجليزية)